# David Doesn’t Eat
A David Doesn’t Eat a német Scooter együttes 2011-ben megjelent kislemeze, a harmadik a The Big Mash Up című albumukról. Stílusában merőben szokatlan módon ezúttal a dubstepet próbálta az együttes a saját ízlésére formálni, feldolgozva a Nick Straker Band hetvenes évekbeli sikerét, "A Walk In The Park" című számot. A kislemez egy napon jelent meg a nagylemezzel, meglehetősen szegényes tartalommal: mindössze két szám található rajta, a hagyományos formátumú kislemezek eladásainak látványos visszaesése miatt. A digitális változat sem tartalmaz kettőnél több számot, még B-oldalt sem.
A dal alapötlete onnan származott, hogy H.P. new york-i látogatása során megtekintette az Electric Zoo fesztivált, ahol találkozott egy vitatkozó párral. A probléma az volt, hogy a férj egész nap ivott, de nem volt hajlandó semmit sem enni. Beszédbe elegyedtek, és az úriembert történetesen Davidnek hívták. Így született meg a dal címe. A stílusválasztás pedig annak köszönhető, hogy H.P. és Rick látták ugyanezen a fesztiválon fellépni Skrillex-et, és azt, hogyan őrjíti meg a közönséget. Arra gondoltak, hogy érdemes lenne megpróbálni, vajon működne-e ugyanez a Scooter közönségével is. Egy 2012-es, a német VIVA televíziónak adott interjúban elmondták, hogy maga a dal nagyjából már megvolt, de hogy épp "A Walk In The Park" legyen a feldolgozandó szám, azt véletlenül döntötték el, miután meghallották a rádióban, és úgy gondolták, ez éppen beleillik a félkész számba.
Borítója a "The Big Mash Up" korszak többi kiadványához hasonlóan graffiti jellegű: szürke falra festett száj és fogsor láthatóak rajta.
A kislemez végül hatalmas bukás lett. Mindössze a német toplistán sikerült értékelhető helyezést elérnie, de még ott sem fért bele a TOP50-be, ami még soha nem fordult elő a Scooter-rel. A szokatlan stílus, a kétszámos kiadás, és az a tény, hogy egy napon jelent meg a nagylemezzel (melyhez képest nem tudott felmutatni semmilyen értékelhető különbséget), mind-mind ennek a kudarcnak az okai voltak.

## Számok listája
1. David Doesn't Eat (Radio Edit) (3:39)
2. David Doesn't Eat (Eric Chase Remix) (5:24)

## Közreműködtek
- H.P. Baxxter a.k.a. MC No. 1. (szöveg)
- Nicholas Charles Bailey (dalszerző)
- Rick J. Jordan, Michael Simon, Eric Chase (keverés, utómunka)
- Eric Chase (2-es track)
- Michaela Kuhn (fényképek)
- Martin Weiland (albumborító)

## Más változatok
A "David Doesn't Eat" annyira sikertelen volt, hogy még koncerteken is csak elvétve játszották. Nagyon hamar kikopott a koncertprogramból, egyetlen dokumentáltan rögzített változata a 2012. március 23-án a neten közvetített "Live In Hamburg 2012" koncerten készült.
Az "Eric Chase Remix" felkerült a 2013-as "The Big Mash Up (20 Years of Hardcore Expanded Edition)" című kiadványra.

## Videoklip
A dalhoz készült videoklipet egy mélygarázsban vették fel, ahol a Scooter tagjai illetve táncosok láthatóak.